# Hans Joachim Schellnhuber
Hans Joachim "John" Schellnhuber (Ortenburg, Baviera, 7 de junho de 1950) é um físico teórico alemão, diretor fundador do Instituto Potsdam de Pesquisas sobre o Impacto Climático (em alemão:  Potsdam-Institut für Klimafolgenforschung - PIK) e presidente do Conselho Assessor Científico do Governo Alemão sobre Mudanças Climáticas (em alemão:  Wissenschaftlicher Beirat der Bundesregierung Globale Umweltveränderungen - WBGU.

## Publicações
Schellnhuber publicou mais de 250 artigos científicos e foi autor, co-autor ou editor de 50 livros ou capítulos de livros.
- Schellnhuber, H.; Obermair, G. (1980). «First-Principles Calculation of Diamagnetic Band Structure». Physical Review Letters. 45 (4). 276 páginas. Bibcode:1980PhRvL..45..276S. doi:10.1103/PhysRevLett.45.276
- Schellnhuber, H. J., Crutzen, P.J., Clark, W.C., Claussen, M. and Held, H. (Eds.) (2004). Earth System Analysis for Sustainability. MIT Press, Cambridge, MA, London, UK
- Schellnhuber, H. J. and Wenzel V. (1998). Earth System Analysis: Integrating Science for Sustainability. Springer Verlag, Berlin.
- Schellnhuber, H. J. et al. (Eds.) (2006). Avoiding Dangerous Climate Change. Cambridge University Press, Cambridge, UK Lenton, T. M.; Held, H.; Kriegler, E.; Hall, J. W.; Lucht, W.; Rahmstorf, S.; Schellnhuber, H. J. (2008). «Inaugural Article: Tipping elements in the Earth's climate system». Proceedings of the National Academy of Sciences. 105 (6). 1786 páginas. doi:10.1073/pnas.0705414105
- enton, T.M.,Held, H., Kriegler, E., Hall, J.W., Lucht, W., Rahmstorf, S., Schellnhuber, H.J. (2008). Tipping elements in the Earth's climate system. Proceedings of the National Academy of Sciences 195, 6 Lenton, T. M.; Held, H.; Kriegler, E.; Hall, J. W.; Lucht, W.; Rahmstorf, S.; Schellnhuber, H. J. (2008). «Inaugural Article: Tipping elements in the Earth's climate system». Proceedings of the National Academy of Sciences. 105 (6). 1786 páginas. doi:10.1073/pnas.0705414105
- Schellnhuber, H. J. et al. (2009). Solving the climate dilemma: The budget approach. WBGU Special Report, WBGU, Berlin
- Hall, J., Held, H., Dawson, R., Kriegler, E. and Schellnhuber, H. J. (2009). Imprecise probability assessment of tipping points in the climate system. PNAS (special feature) 106, 5041
- Rockström, J. et al. (including Schellnhuber, H. J.) (2009). A safe operating space for humanity. Nature 461, 472
- Schellnhuber, H.J. (2009). Tipping elements in the Earth System. Proceedings of the National Academy of Sciences (introduction of special feature) 106, 49, pp. 20561–20563 Schellnhuber, H. J. (2009). «Tipping elements in the Earth System». Proceedings of the National Academy of Sciences. 106 (49). 20561 páginas. doi:10.1073/pnas.0911106106
- Reid, W. V., Chen, D., Goldfarb, L., Hackmann, H., Lee, Y. T., Mokhele, K., Ostrom, E., Raivio, K., Rockström, J., Schellnhuber, H. J. and Whyte, A. (2010). Earth System Science for Global Sustainability: Grand Challenges. Science 330, 916
- Schellnhuber, H. J, Molina, M., Stern, N., Huber, V. and Kadner, S. (Eds.) (2010). Global Sustainability - A Nobel Cause. Cambridge University Press, Cambridge
- Schellnhuber, H. J. (2010). The road from Copenhagen: the expert's views. Nature published online 28 January 2010
- Gleick, P. H. et al. (including Schellnhuber, H. J.) (2010). Climate Change and the Integrity of Science. Science 328, 689
- Schellnhuber, H. J. (2010). Tragic Triumph. Climatic Change 100, 229
- Kropp, J. P. and Schellnhuber, H. J. (Eds.) (2011). In Extremis: Disruptive Events and Trends in Climate and Hydrology. Springer Verlag, Berlin
- Richardson, K., Steffen, W., Liverman, D., et al. (including Schellnhuber, H. J.) (2011). Climate Change: Global Risks, Challenges and Decisions. Cambridge University Press, Cambridge
- Hofmann, M., Worm, B., Rahmstorf, S., and Schellnhuber, H. J. (2011). Declining ocean chlorophyll under unabated anthropogenic CO2 emissions. Environ. Res. Lett. 6, 034035
- Schellnhuber, H. J. (2011). Vorwärts zur Natur.  Frankfurter Allgemeine Sonntagszeitung, 1. Mai 2011, 17, 28
- Schellnhuber, H. J. et al. (2011). World in Transition – A Social Contract for Sustainability. WBGU Report, WBGU, Berlin Schellnhuber, H. J. (2011). «Geoengineering: The good, the MAD, and the sensible». Proceedings of the National Academy of Sciences. 108 (51). 20277 páginas. doi:10.1073/pnas.1115966108
- Hofmann, M., Worm, B., Rahmstorf, S., and Schellnhuber, H. J. (2011). Declining ocean chlorophyll under unabated anthropogenic CO2 emissions. Environmental Research Letters 6, 034035 Hofmann, M.; Worm, B.; Rahmstorf, S.; Schellnhuber, H. J. (2011). «Declining ocean chlorophyll under unabated anthropogenic CO2emissions». Environmental Research Letters. 6 (3). 034035 páginas. doi:10.1088/1748-9326/6/3/034035
- Donges, J., Donner, R.V., Trauth, M.H., Marwan, N., Schellnhuber, H.J., Kurths, J. (2011). Nonlinear detection of paleoclimate-variability transitions possibly related to human evolution. Proceedings of the National Academy of Sciences 108, 20422 Donges, J. F.; Donner, R. V.; Trauth, M. H.; Marwan, N.; Schellnhuber, H. -J.; Kurths, J. (2011). «Nonlinear detection of paleoclimate-variability transitions possibly related to human evolution». Proceedings of the National Academy of Sciences. 108 (51). 20422 páginas. doi:10.1073/pnas.1117052108
- Schellnhuber, H. J. (2011). Geoengineering: The good, the MAD, and the sensible. PNAS 108, 20277 Schellnhuber, H. J. (2011). «Geoengineering: The good, the MAD, and the sensible». Proceedings of the National Academy of Sciences. 108 (51). 20277 páginas. doi:10.1073/pnas.1115966108
- Kundzewicz, Z. W. et al. (including Schellnhuber, H. J.) (2012). Changes in Flood Risks – Setting the Stage. In Kundzewicz, Z. W. (Ed.) (2012). Changes in Flood Risks in Europe. IAHS Press, Oxfordshire, UK, 11
- Schellnhuber, H. J., Hare, W., Serdeczny, O. et al. (2012). Turn Down the Heat: Why a 4°C Warmer World Must be Avoided. A Report commissioned by The World Bank
- Olonscheck, D., Hofmann, M., Worm, B., Schellnhuber, H. J. (2013). Decomposing the effects of ocean warming on chlorophyll(a) concentrations into physically and biologically driven contributions. Environ. Res. Lett. 8, 014043 Olonscheck, D.; Hofmann, M.; Worm, B.; Schellnhuber, H. J. (2013). «Decomposing the effects of ocean warming on chlorophyllaconcentrations into physically and biologically driven contributions». Environmental Research Letters. 8. 014043 páginas. doi:10.1088/1748-9326/8/1/014043
- Petoukhov, V., Rahmstorf, A., Petri, S.,Schellnhuber, H.J. (2013): Quasi-resonant amplification of planetary waves and recent Northern Hemisphere weather extremes. Proceedings of the National Academy of Sciences 110, 5336 Ludescher, J.; Gozolchiani, A.; Bogachev, M. I.; Bunde, A.; Havlin, S.; Schellnhuber, H. J. (2013). «Improved El Nino forecasting by cooperativity detection». Proceedings of the National Academy of Sciences. 110 (29). 11742 páginas. doi:10.1073/pnas.1309353110
- Ludescher, J., Gozolchiani, A., Bogachev, M.I., Bunde, A., Havlin, S., Schellnhuber, H. J. (2013). Improved El Niño forecasting by cooperativity detection. Proceedings of the National Academy of Sciences Ludescher, J.; Gozolchiani, A.; Bogachev, M. I.; Bunde, A.; Havlin, S.; Schellnhuber, H. J. (2013). «Improved El Nino forecasting by cooperativity detection». Proceedings of the National Academy of Sciences. 110 (29). 11742 páginas. doi:10.1073/pnas.1309353110
- Piontek, F. et al. (including Schellnhuber, H. J.) (2013). Global Climate Impacts: A Cross-Sector, Multi-Model Assessment Special Feature: Multisectoral climat impact hotspots in a warming world. Piontek, F.; Muller, C.; Pugh, T. A. M.; Clark, D. B.; Deryng, D.; Elliott, J.; Colon Gonzalez, F. D. J.; Florke, M.; Folberth, C.; Franssen, W.; Frieler, K.; Friend, A. D.; Gosling, S. N.; Hemming, D.; Khabarov, N.; Kim, H.; Lomas, M. R.; Masaki, Y.; Mengel, M.; Morse, A.; Neumann, K.; Nishina, K.; Ostberg, S.; Pavlick, R.; Ruane, A. C.; Schewe, J.; Schmid, E.; Stacke, T.; Tang, Q.; Tessler, Z. D. (2013). «Multisectoral climate impact hotspots in a warming world». Proceedings of the National Academy of Sciences. doi:10.1073/pnas.1222471110
- Schellnhuber, H. J., Frieler, K., Kabat, P. (2013). Global Climate Impacts: A Cross-Sector, Multi-Model Assessment Special Feature – Introduction: The elephant, the blind, and the intersectoral intercomparison of climate impacts. Schellnhuber, H. J.; Frieler, K.; Kabat, P. (2013). «The elephant, the blind, and the intersectoral intercomparison of climate impacts». Proceedings of the National Academy of Sciences. doi:10.1073/pnas.1321791111